# Dậu Dương
Huyện tự trị dân tộc Thổ Gia và dân tộc Miêu Dậu Dương (chữ Hán giản thể: 酉阳土家族苗族自治县, Hán Việt: Dậu Dương Thổ Gia tộc Miêu tộc tự trị huyện) là một huyện tự trị trực thuộc thành phố trực thuộc trung ương Trùng Khánh, Cộng hòa Nhân dân Trung Hoa. Huyện này có diện tích 5.173 km², dân số năm 2006 là 760.000 người. Huyện tự trị này giáp Hồ Bắc, Quý Châu, Hồ Nam.